# (7789) Kwiatkowski
(7789) Kwiatkowski – planetoida z pasa głównego planetoid okrążająca Słońce w ciągu 3 lat i 177 dni w średniej odległości 2,3 au. Została odkryta 2 grudnia 1994 roku w Obserwatorium Palomar przez Edwarda Bowella. Nazwa planetoidy została nadana na cześć Tomasza Kwiatkowskiego, polskiego astronoma pracującego w obserwatorium Uniwersytetu im. Adama Mickiewicza w Poznaniu. Nazwę zasugerował H. Rickman.